# Шан д'Оазо
Шан д'Оазо (фр. Champ-d'Oiseau) насеље је и општина у источном делу централне Француске у региону Бургоња, у департману Златна обала која припада префектури Монбар.
По подацима из 2011. године у општини је живело 78 становника, а густина насељености је износила 16,15 становника/km². Општина се простире на површини од 4,83 km². Налази се на средњој надморској висини од 290 метара (максималној 395 m, а минималној 283 m).

## Демографија
| 1962. | 1968. | 1975. | 1982. | 1990. | 1999. | 2011. |
| ----- | ----- | ----- | ----- | ----- | ----- | ----- |
| 80    | 82    | 67    | 67    | 76    | 86    | 78    |

График промене броја становника у току последњих година